# Нојштат ам Кулм
Нојштат ам Кулм (њем. Neustadt am Kulm) град је у њемачкој савезној држави Баварска. Једно је од 38 општинских средишта округа Нојштат ан дер Валднаб. Према процјени из 2010. у граду је живјело 1.264 становника. Посједује регионалну шифру (AGS) 9374140.

## Географски и демографски подаци
Нојштат ам Кулм се налази у савезној држави Баварска у округу Нојштат ан дер Валднаб. Град се налази на надморској висини од 517 метара. Површина општине износи 20,3 km². У самом граду је, према процјени из 2010. године, живјело 1.264 становника. Просјечна густина становништва износи 62 становника/km².